# Nokia Lumia 505
Nokia Lumia 505 - бюджетный смартфон, разработанный компанией Nokia и работающий под управлением операционной системы Windows Phone 7.8 от Microsoft. Он был анонсирован в декабре 2012 года как эксклюзивное устройство Telcel и стал доступен в начале января 2013 года в Мексике. В конце января 2013 года Lumia 505 стал доступен в Колумбии, Чили и Перу на Claro Americas. Он был выпущен эксклюзивно для латиноамериканского рынка и не был анонсирован или выпущен для других рынков. 

## Основные характеристики
Основные характеристики Lumia 505 следующие:
- 3,7-дюймовый сенсорный AMOLED дисплей 800x480 с разрешением 252 PPI и стеклом Corning Gorilla Glass
- 8 МП камера
- Запись видео и фото в формате VGA

## Технические характеристики

### Аппаратное обеспечение
Lumia 505 оснащен 3,7-дюймовым емкостным AMOLED дисплеем. Он оснащен процессором Qualcomm Snapdragon S1 с частотой 800 МГц Cortex-A5, 256 МБ оперативной памяти и 4 ГБ внутренней памяти. Он оснащен литий-ионным аккумулятором емкостью 1300 мАч и 8-мегапиксельной задней камерой. Он доступен в черном, белом, красном и розовом цветах.

### Программное обеспечение
Lumia 505 поставляется с операционной системой Windows Phone 7.8.

## Отношения к Lumia 510
Lumia 505 является сходным по характеристикам устройством к Lumia 510, и имеет с ним общие технические характеристики, включая использование того же процессора Qualcomm Snapdragon с частотой 800 МГц, всего 256 МБ оперативной памяти и 4 ГБ встроенной флэш-памяти. Однако Lumia 505 имеет несколько иной дизайн, меньший 3,7-дюймовый AMOLED-экран (против 4,4-дюймового ЖК-экрана у Lumia 510), меньшее время автономной работы - 7,2 часа (против 8,3 часа) и более высокое разрешение 8-мегапиксельной камеры (против 5 мегапикселей). Lumia 505 также доступна в цветовой гамме, отличной от Lumia 510, а именно в черном, белом, красном, голубом и желтом цветах.

## Доступность
Первоначально телефон был выпущен для продажи исключительно через Telcel в Мексике в начале 2013 года в качестве операторского эксклюзива по цене 3,499 песо без контракта. В конце января 2013 года было объявлено, что телефон также будет доступен в Колумбии, Чили и Перу на Claro Americas, став рыночным эксклюзивом для Латинской Америки.